# Ломер
Ломер (Лаудомар; фр. Laumer, лат. Laudomarus; умер в 593) — настоятель монастыря в Мутье-о-Перш; святой (день памяти — 19 января).
Святой Ломер родился в окрестностях Шартра и в детстве был пастухом. Он был монахом в монастыре Миси, что неподалёку от Орлеана, затем, вслед за святым Кале стал настоятелем.
По благословению епископа Шартра основал монастырь в Корбионе (Corbion), ныне именуемом Мутье-о-Перш (Moutiers au Perche), впоследствии носившем его имя.
Известный своим благочестием и многочисленными чудесами, святой Ломер дожил, по преданию, почти до ста лет и сподобился видения, изображённом на витраже в Шартрском соборе.